# Tresviso
Tresviso és un municipi situat en l'extrem occidental de la Comunitat Autònoma de Cantàbria, situat íntegrament al Parc nacional dels Picos de Europa. La seva principal activitat és la ramaderia i el turisme.

## Etimologia
El seu nom oficial castellà Tresviso, ve de la derivació muntanyesa tres-visu del llatí trans visum que voldria dir "darrere la collada des d'on es comença a veure un lloc" o bé del també llatí trans abyssum, "darrere l'abim".

## Municipis limítrofs
- Nord: El Valle Altu de Peñamellera i El Valle Baḥu de Peñamellera (Astúries).
- Sud: Cillorigo de Liébana.
- Est: Peñarrubia.
- Oest: Cabrales (Astúries).

## Demografia
| 1900 | 1910 | 1920 | 1930 | 1940 | 1950 | 1960 | 1970 | 1980 | 1990 | 2000 | 2006 |
| ---- | ---- | ---- | ---- | ---- | ---- | ---- | ---- | ---- | ---- | ---- | ---- |
| 377  | 414  | 485  | 433  | 394  | 395  | 319  | 178  | 91   | 94   | 60   | 76   |

Font: INE

## Administració
| Eleccions municipals, 25 de maig de 2003 |      |        |          |
| Partit                                   | Vots | %      | Regidors |
| PSOE                                     | 28   | 47,46% | 1        |

| Eleccions municipals, 27 de maig de 2007 |      |        |          |
| Partit                                   | Vots | %      | Regidors |
| PSOE                                     | 44   | 63,77% | 1        |